# یواس‌اس سی-۴ (اس‌اس-۱۵)
یواس‌اس سی-۴ (اس‌اس-۱۵) (به انگلیسی: USS C-4 (SS-15)) یک زیردریایی بود که طول آن ۱۰۵ فوت ۴ اینچ (۳۲٫۱۱ متر) بود. این زیردریایی در سال ۱۹۰۹ ساخته شد.